# Vaisaluokta

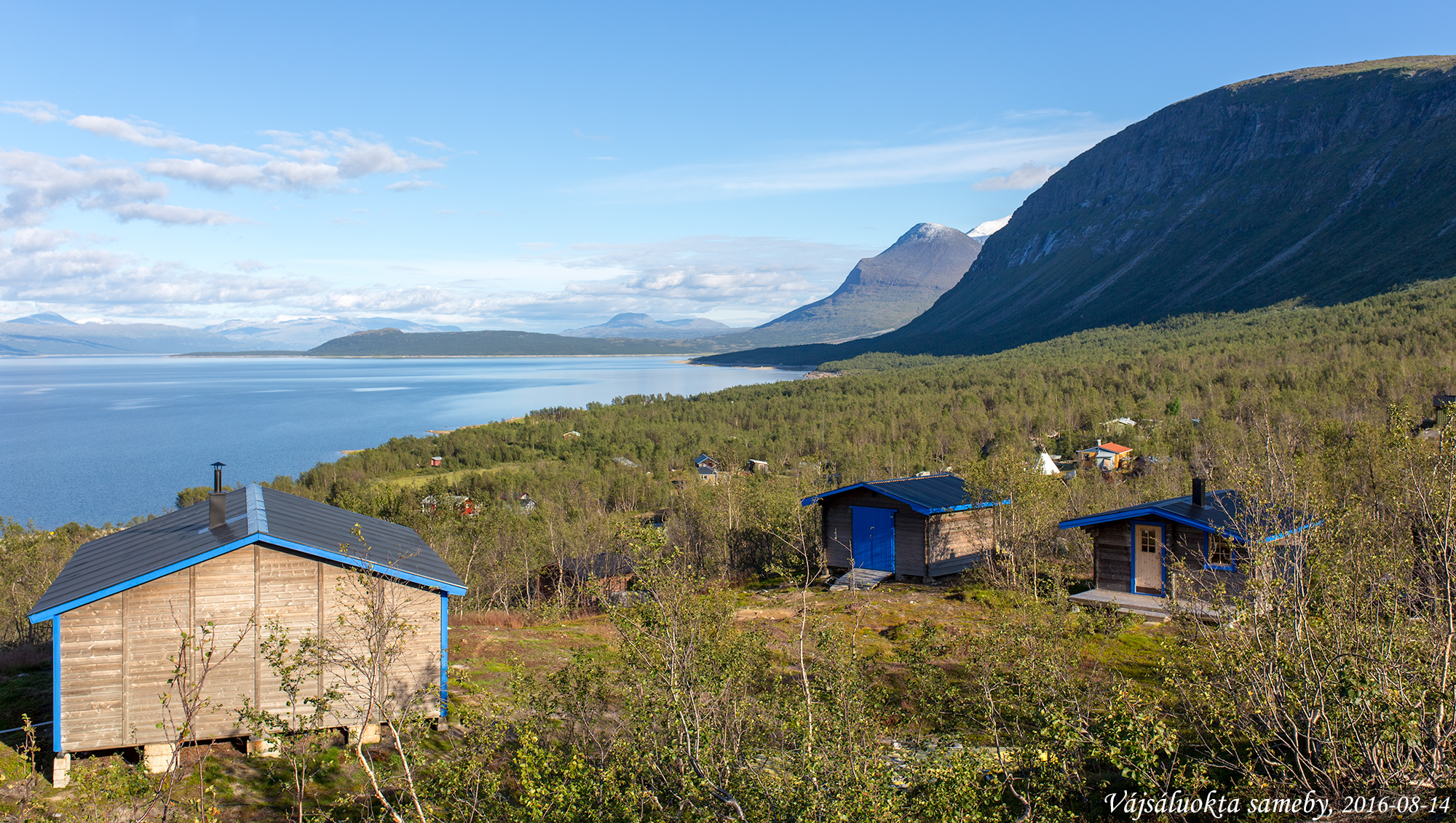
Samebyn Sirges sommarläger i Vájsáluokta.

Vaisaluokta (lulesamiska: Vájsáluokta) är ett fjällområde i Sirges sameby i Jokkmokks kommun. I Vaisaluokta finns en kyrkkåta samt en fjällstuga. 
Från Vaisaluokta finns en vandringsled till Akkastugorna. Det finns också en vandringsled till Kutjaurestugan och vidare till Sáluhávrre och Kisuris. Vájsáluokta är det största sommarvistet i Sirges sameby. Namnet kommer från viken Vájsáluokta i Áhkájávrre. 